# Cerro Grande
Cerro Grande là một đô thị thuộc bang Rio Grande do Sul, Brasil. Đô thị này có diện tích 73,459 km², dân số năm 2007 là 2577 người, mật độ 35,08 người/km².